# George Galloway

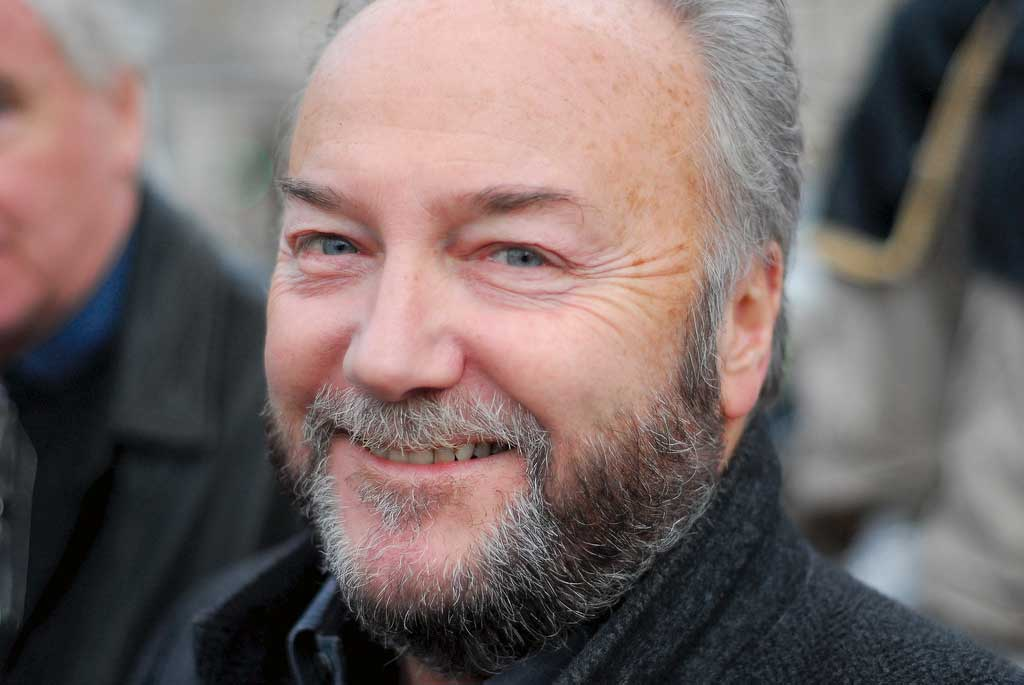
George Galloway

George Galloway, född 16 augusti 1954 i Dundee i Skottland, är en brittisk politiker i parlamentets underhus.
Mellan 1983 och 1987 var han generalsekreterare för välgörenhetsorganisationen War On Want, som arbetar för att belysa världens fattigdomsproblem.
Galloway var tidigare parlamentsledamot för Labourpartiet. Vid valet 1987 kom han in parlamentet för valkretsen Glasgow Hillhead. Från valet 1997 representerade han valkretsen Glasgow Kelvin.
Då han kampanjade för ett slut på sanktionerna mot Irak besökte han landet flera gånger. Han mötte dess ledare Saddam Hussein 1994 och 2002.
Han uteslöts ur Labourpartiet i maj 2003 på grund av att han uppmanat brittiska soldater att vägra lyda order i Irakkriget. I januari 2004 bildade han Respectpartiet tillsammans med bland annat medlemmar från Socialist Workers Party och ledande medlemmar av Muslim Association of Britain.
Från 2005 till 2010 var han parlamentsledamot för London-valkretsen Bethnal Green and Bow. I fyllnadsvalet i Yorkshire-valkretsen Bradford West den 29 mars 2012 vann han en sensationell seger och kunde åter ta plats i brittiska underhuset. Vid parlamentsvalet 2015 förlorade han sin plats i parlamentet.